# فرناندو ألفريدو مالدونادو
فرناندو ألفريدو مالدونادو (بالإسبانية: Fernando Alfredo Maldonado)‏ هو محامي وسياسي مكسيكي، ولد في 8 يناير 1966 في ولاية مكسيكو في المكسيك. حزبياً، نشط في الحزب الثوري المؤسساتي. وقد انتخب عضو مجلس النواب المكسيك.